# Абетковий вірш
Абетко́вий вірш — своєрідна поетична форма, сконструйована за послідовністю літер в абетці. Найпоширеніший у літературі для дітей, виконує пізнавальну та виховну функції, наприклад «Весела абетка» Наталі Забіли або «Алфавіт віршами, написаний для сина» Олександра Олеся із щорядковою (парною) вживаністю літер абетки:
Айстра квітне у саду,
Аєр в лузі я знайду,
Бізон у двір забрався,
Баран його злякався […].
Принцип абеткового вірша подеколи вживається і в складних композиційних утвореннях, які позначаються на структурі видань, як, зокрема, у збірці «Предметність нізвідки» В. Лесича.

## Фольклорні традиції
Абетковий вірш, до якого звертаються і сучасні поети (Варвара Гринько, Наталка Поклад, Любов Пшенична, Ганна Чубач та ін.). має фольклорні джерела:
Семен сказав своїм синам:
— Сини, складіть скирту сіна.
Сини склали скирту сіна.
Семен сказав своїм синам:
— Спасибі.